# Podział administracyjny Łodzi

Podział administracyjny Łodzi na osiedla z wyróżnionymi dzielnicami według podziału na dzielnice w latach 1960–1992

Podział administracyjny Łodzi – podział terytorialny Łodzi na pomocnicze jednostki administracyjne podległe władzom miejskim. Od 1 stycznia 1993 r. Łódź jest jednolitą gminą miejską, a od 1 stycznia 1999 r. funkcjonuje jako miasto na prawach powiatu. 8 kwietnia 2000 r. wprowadzono podział na osiedla, w ramach którego miasto podzielone zostało na 36 jednostek pomocniczych.
W historii miasta obowiązywały również podziały na sołectwa i dzielnice. Zwłaszcza podział na dzielnice obowiązujący w latach 1960–1995 r., który wyodrębniał pięć jednostek: Bałuty, Górną, Polesie, Śródmieście i Widzew, jest głęboko zakorzeniony w świadomości mieszkańców i szeroko wykorzystywany w mediach, materiałach promocyjnych oraz w życiu codziennym.

## Rys historyczny

### Podział w czasie okupacji niemieckiej
W czasie II wojny światowej niemieckie władze okupacyjne dokonały formalnego podziału administracyjnego miasta, który był pokłosiem inkorporacji wielu podmiejskich wsi do Litzmannstadt. Wówczas 1 stycznia 1940 r. na mocy rozporządzenia powierzchnia administracyjna Litzmannstadt zwiększyła się niemal czterokrotnie z 58,8 km² do 226,6 km². Jednocześnie Niemcy podzielili miasto na 11 dzielnic administracyjnych, w tym cztery w zasięgu przedwojennych granic miasta: Nord (Północ), Ost (Wschód), Süd (Południe) i West (Zachód) oraz siedem na terenach inkorporowanych: Karlshof (Karolew), Radegast (Radogoszcz), Stockhof (Stoki), Erzhausen (Ruda), Effingshausen (Chojny), Waldborn (Łagiewniki), Friedrichshagen (Augustów).

### Pierwszy podział na dzielnice (1946–1954)
Po zakończeniu II wojny światowej wszystkie zmiany administracyjne wprowadzone przez okupacyjne władze Rzeszy zostały cofnięte, podział administracyjny zniesiony, a granice powróciły do kształtu sprzed 1940 r.. 13 lutego 1946 r. na mocy rozporządzenia Rady Ministrów dokonano największej w historii miasta inkorporacji terenów podmiejskich. W granice Wielkiej Łodzi włączono wówczas m.in. Brus, Charzew, Chocianowice, Chojny, Cygankę, Grabieniec, Lublinek, Łagiewniki, Łodziankę, Mikołajew, Modrzew, Moskule, Odzierady, Olechów, Radogoszcz, Retkinię, Rokicie, Rudę Pabianicką, Sikawę, Smulsko, Stoki, Wiskitno czy Złotno.

Następstwem poszerzenia granic było stworzenie pierwszego powojennego podziału administracyjnego miasta. Uchwałą Rady Narodowej miasta Łodzi z dnia 27 maja 1946 r. wprowadzono podział miasta na trzy dzielnice: Łódź Śródmieście, Łódź Północ i Łódź Południe.

Podział administracyjny Łodzi na dzielnice obowiązujący w latach 1954–1960 na tle współczesnej sieci drogowej

### Drugi podział na dzielnice (1954–1960)
Podział administracyjny miasta został zmieniony z dniem 1 stycznia 1954 r. na mocy uchwały Prezydium Rządu z dnia 11 kwietnia 1953 r. Wprowadzono wówczas podział miasta na siedem dzielnic: Bałuty, Chojny, Polesie, Ruda, Śródmieście, Staromiejska i Widzew.
Nazwy dzielnic Bałuty, Chojny i Widzew zostały zaczerpnięte od nazw dawnych wsi wcielonych w granice Łodzi w XX w., a nazwa dzielnicy Ruda pochodziła od miasta Ruda Pabianicka, również wcielonego do Łodzi po II wojnie światowej. Z kolei nazwa dzielnicy Staromiejska odnosiła się do faktu, że w obrębie dzielnicy znalazły się najstarsze kwartały miasta ze Starym Rynkiem.

Podział administracyjny Łodzi na dzielnice obowiązujący formalnie w latach 1960–1992

### Trzeci podział na dzielnice (1960–1992)
Z dniem 1 stycznia 1960 r. podział administracyjny Łodzi został ponownie zmieniony uchwałą Rady Ministrów z dnia 4 grudnia 1959 r. W nowym podziale najmniejsze zmiany dotknęły dzielnic Polesie, Śródmieście i Widzew, gdzie dokonano drobnych korekt granic. Dzielnica Staromiejska została wcielona w granice dzielnicy Bałuty, natomiast w miejsce dzielnic Chojny i Ruda powstała dzielnica Górna, której nazwa wzięła się od placu Reymonta zwanego Rynkiem Górnym.
W 1988 r. po raz kolejny do Łodzi włączono tereny podmiejskie o znacznej powierzchni. W granicach miasta znalazły się m.in. Andrzejów, Bronisin i Feliksin, Lublinek, Łaskowice, Mileszki, Nowosolna, Nowe Moskule, Nowy Imielnik, Romanów, Sąsieczno, Wiączyń Górny i Wiskitno.

### Zniesienie dzielnic
Z dniem 1 stycznia 1993 r. podział na dzielnice został formalnie zniesiony. Jednocześnie, aby usprawnić jego pracę, Urząd Miasta został podzielony na pięć delegatur, które swoim obszarem odpowiadały dzielnicom. Rejonizacja urzędu również została zlikwidowana w 2011 roku, a w miejsce delegatur powstały uniwersalne centra obsługi mieszkańców. Mimo że podział na dzielnice formalnie nie istnieje, to jednak stale funkcjonuje w użyciu praktycznym, zarówno w mediach, wśród mieszkańców jak i w różnych materiałach promocyjnych miasta.

Podział administracyjny Łodzi na osiedla i sołectwa (stan na dzień 1 stycznia 1995 r.)

### Podział na jednostki pomocnicze przed 2000 r.
Pierwszy całkowicie sformalizowany podział na jednostki pomocnicze wprowadzono 7 stycznia 1996 r. uchwałą Rady Miejskiej. Na mocy tego dokumentu w mieście powstało 58 osiedli:
- w obrębie dawnej dzielnicy Bałuty: Bałuty Centrum, Bałuty Nowe, Bałuty Stare, Bazarowa, Doły Wschodnie, Doły Zachodnie, Julianów, Konopnickiej, Marysin, Marysin Rogi, Mikołajew-Teofilów Przemysłowy, Radogoszcz, Radogoszcz Wschód, Reymonta, Rogatka, Stare Miasto, Wielkopolska, Żeromskiego i Żubardź;
- w obrębie dawnej dzielnicy Górna: Chojny Dąbrowa, Chojny Zatorze, Dąbrowa, Dąbrowa Przemysłowa, Dąbrowskiego, Górniak, Kurak, Nowe Rokicie, Odrzańska, Piastów, Ruda, Stare Chojny, Stare Rokicie i Ślązaki;
- w obrębie dawnej dzielnicy Polesie: Hallera, Karolew, Montwiłła-Mireckiego, Politechniczna, Retkinia Wschód, Retkinia Zachód, Smulsko, Zdrowie-Mania i Zielona;
- w obrębie dawnej dzielnicy Śródmieście: Akadmicka Radiostacja, Centrum, Katedralna, Nowe Miasto, Ogrody Sukiennicze;
- w obrębie dawnej dzielnicy Widzew: Księży Młyn, Nad Jasieniem, Sikawa, Stoki, Widzew Wschód, Widzew Zachód, Widzew Zatorze, Wysoka, Zarzew, Zarzew Przemysłowy.

Równocześnie z osiedlami na terenie miasta funkcjonowały inne jednostki pomocnicze – sołectwa, które zostały powołane uchwałą Rady Miejskiej z dnia 20 marca 1991 r. Na jej mocy na terenie Łodzi powstały 34 sołectwa:
- w obrębie dzielnicy Bałuty: Łagiewniki, Modrzew, Sokołów, Wilanów, Zimna Woda-Romanów (w następnych latach powołano jeszcze sołectwa: Łodzianka, Nowe Moskule i Nowy Imielnik, natomiast sołectwo Zimna Woda-Romanów rozdzielono na dwa: Zimna Woda i Romanów);
- w obrębie dzielnicy Górna: Bronisin, Chocianowice, Huta Szklana (później wcielona do sołectwa Wiskitno-Las), Jędrzejów, Józefów, Łaskowice, Nowe Chojny, Ruda, Wiskitno A, Wiskitno-Las;
- w obrębie dzielnicy Polesie: Huta Jagodnica, Lublinek (później jako Nowy Józefów-Lublinek), Nowe Złotno, Retkinia-Rokicie, Stare Złotno;
- w obrębie dzielnicy Widzew: Andrzejów, Beskidzka, Budy-Stoki, Feliksin, Henryków, Janów, Łukaszew, Mileszki, Nery, Nowosolna, Olechów, Sąsieczno, Stoki-Sikawa, Wiączyń Górny.

Ostatnia duża reforma podziału terytorialnego miasta nastąpiła 2000 r., kiedy uchwałą Rady Miasta z dnia 5 kwietnia 2000 r. zniesiono dotychczasowo istniejące sołectwa i osiedla oraz powołano w ich miejsce 35 osiedli. Pierwotna uchwała nie nadawała jednostkom nazw, a jedynie numery od 1 do 35. W następnych latach nadawano nazwy kolejnym osiedlom, rezygnując z przypisanych numerów. Obecnie tylko jedno osiedle – osiedle nr 33, nie ma nadanej nazwy. W 2005 r. dokonano ostatniej mniejszej zmiany w podziale terytorialnym: osiedle nr 18 zostało podzielone na dwa mniejsze: Zdrowie-Mania i im. Józefa Montwiłła-Mireckiego.

## Osiedla administracyjne
Na terenie Łodzi funkcjonuje 36 osiedli administracyjnych, będących jednostkami pomocniczymi gminy miejskiej Łódź.
Podział na osiedla jest kompatybilny z nieobowiązującym formalnie od 1992 r. podziałem na pięć dzielnic. W obrębie dawnych dzielnic Bałuty, Górna i Polesie funkcjonuje po osiem osiedli, dziesięć osiedli jest w dawnej dzielnicy Widzew, a w Śródmieściu dwa. Osiedla w Łodzi są silnie zróżnicowane pod względem populacji. Największym ze względu na liczbę mieszkańców jest osiedle Chojny Dąbrowa zamieszkiwane przez 40 585 osób. Ponadto jeszcze siedem innych osiedli ma populacje przekraczającą 30 tys. mieszkańców: Bałuty Centrum, Bałuty-Doły, Chojny, Karolew-Retkinia Wschód, Katedralna, Teofilów-Wielkopolska i Widzew-Wschód. Natomiast najmniejszym jest osiedle Nad Nerem z populacją 1088 osób. Ponadto jeszcze dziewięć innych osiedli zamieszkuje mniej niż 5 tys. osób: Dolina Łódki, im. Józefa Montwiłła-Mireckiego, Łagiewniki, Mileszki, Nowosolna, nr 33, Wiskitno, Wzniesień Łódzkich i Zdrowie-Mania.
| Osiedle                         | Położenie | Dzielnica   | Populacja (2024) | Skrót | Przewodniczący RO       | Obszary SIM                                             |
| ------------------------------- | --------- | ----------- | ---------------- | ----- | ----------------------- | ------------------------------------------------------- |
| Bałuty-Centrum                  |           | Bałuty      | 38 651           | BC    | Krzysztof Dziatlik      | Julianów, Stare Bałuty, Stare Miasto, Żubardź           |
| Bałuty-Doły                     |           | Bałuty      | 35 260           | BD    | Andrzej Pluta           | Doły, Helenów, Marysin Doły, Stare Bałuty, Stare Miasto |
| Bałuty Zachodnie                |           | Bałuty      | 7050             | BZ    | Ewa Biniecka            | Kochanówka, Romanów, Teofilów Przemysłowy, Żabieniec    |
| Julianów-Marysin-Rogi           |           | Bałuty      | 11 274           | JM    | Edward Zamysłowski      | Julianów, Marysin, Rogi                                 |
| Łagiewniki                      |           | Bałuty      | 1569             | LA    | Aneta Bajerska          | Łagiewniki                                              |
| Radogoszcz                      |           | Bałuty      | 28 442           | RA    | Tomasz Głowacki         | Julianów, Radogoszcz                                    |
| Teofilów-Wielkopolska           |           | Bałuty      | 36 900           | TW    | Tomasz Szczepaniak      | Teofilów, Żabieniec, Żubardź                            |
| Wzniesień Łódzkich              |           | Bałuty      | 1346             | WL    | Adam Borkowski          | Wzniesienia Łódzkie                                     |
| Chojny                          |           | Górna       | 30 129           | CH    | Żaneta Naporowska       | Stare Chojny                                            |
| Chojny-Dąbrowa                  |           | Górna       | 40 585           | CD    | Witold Michalak         | Chojny, Dąbrowa                                         |
| Górniak                         |           | Górna       | 15 237           | GO    | Elżbieta Kowalczyk      | Górniak                                                 |
| Nad Nerem                       |           | Górna       | 1088             | NN    | Janina Śmiechowicz      | Chocianowice, Łaskowice                                 |
| Piastów-Kurak                   |           | Górna       | 16 626           | PK    | Paweł Stręk             | Kurak                                                   |
| Rokicie                         |           | Górna       | 15 135           | RO    | Barbara Tomaszewska     | Rokicie, Nowe Rokicie, Nowe Sady                        |
| Ruda                            |           | Górna       | 10 434           | RU    | Mieczysław Głabski      | Ruda Pabianicka                                         |
| Wiskitno                        |           | Górna       | 3891             | WI    | Dariusz Zwoliński       | Wiskitno                                                |
| Karolew-Retkinia Wschód         |           | Polesie     | 31 696           | KR    | Sebastian Wujek         | Karolew, Retkinia                                       |
| Koziny                          |           | Polesie     | 8908             | KO    | Katarzyna Kępka-Walczak | Koziny                                                  |
| Lublinek-Pienista               |           | Polesie     | 6098             | LP    | Szymon Pytel            | Lublinek, Smulsko                                       |
| im. Józefa Montwiłła-Mireckiego |           | Polesie     | 1427             | MM    | brak organów            | Zdrowie                                                 |
| Retkinia Zachód-Smulsko         |           | Polesie     | 23 354           | RS    | Marzena Zaremba         | Retkinia, Smulsko                                       |
| Stare Polesie                   |           | Polesie     | 28 293           | SP    | Andrzej Donatowicz      | Stare Polesie, Politechniczna                           |
| Zdrowie-Mania                   |           | Polesie     | 3416             | ZM    | Bogusława Niepiekło     | Brus, Zdrowie                                           |
| Złotno                          |           | Polesie     | 10 572           | ZL    | Janusz Zgit             | Złotno                                                  |
| Katedralna                      |           | Śródmieście | 30 301           | KL    | Tomasz Sójka            | Centrum                                                 |
| Śródmieście-Wschód              |           | Śródmieście | 14 782           | WS    | Krzysztof Rumpel        | Fabryczna, Radiostacja                                  |
| Andrzejów                       |           | Widzew      | 5977             | AN    | Aneta Szmit             | Andrzejów, Feliksin                                     |
| Dolina Łódki                    |           | Widzew      | 2700             | DL    | Wojciech Pisarski       | Sikawa, Stoki, Stare Moskule                            |
| Mileszki                        |           | Widzew      | 2461             | MI    | Rafał Strumiński        | Mileszki                                                |
| Nowosolna                       |           | Widzew      | 4965             | NO    | Tomasz Lewandowski      | Nowosolna                                               |
| nr 33                           |           | Widzew      | 1520             | NR    | Maciej Kotynia          | Olechów                                                 |
| Olechów-Janów                   |           | Widzew      | 20 357           | OJ    | Piotr Sumiński          | Olechów                                                 |
| Stary Widzew                    |           | Widzew      | 18 759           | SW    | Sebastian Zawalski      | Fabryczna Widzew, Księży Młyn, Stary Widzew             |
| Stoki-Sikawa-Podgórze           |           | Widzew      | 10 872           | ST    | Mieczysław Pakosz       | Niciarniana, Sikawa, Stoki                              |
| Widzew-Wschód                   |           | Widzew      | 33 936           | WW    | Jakub Krej              | Widzew Wschód                                           |
| Zarzew                          |           | Widzew      | 17 899           | ZA    | Jakub Hubert            | Zarzew                                                  |

## Podział miasta w ramach SIM

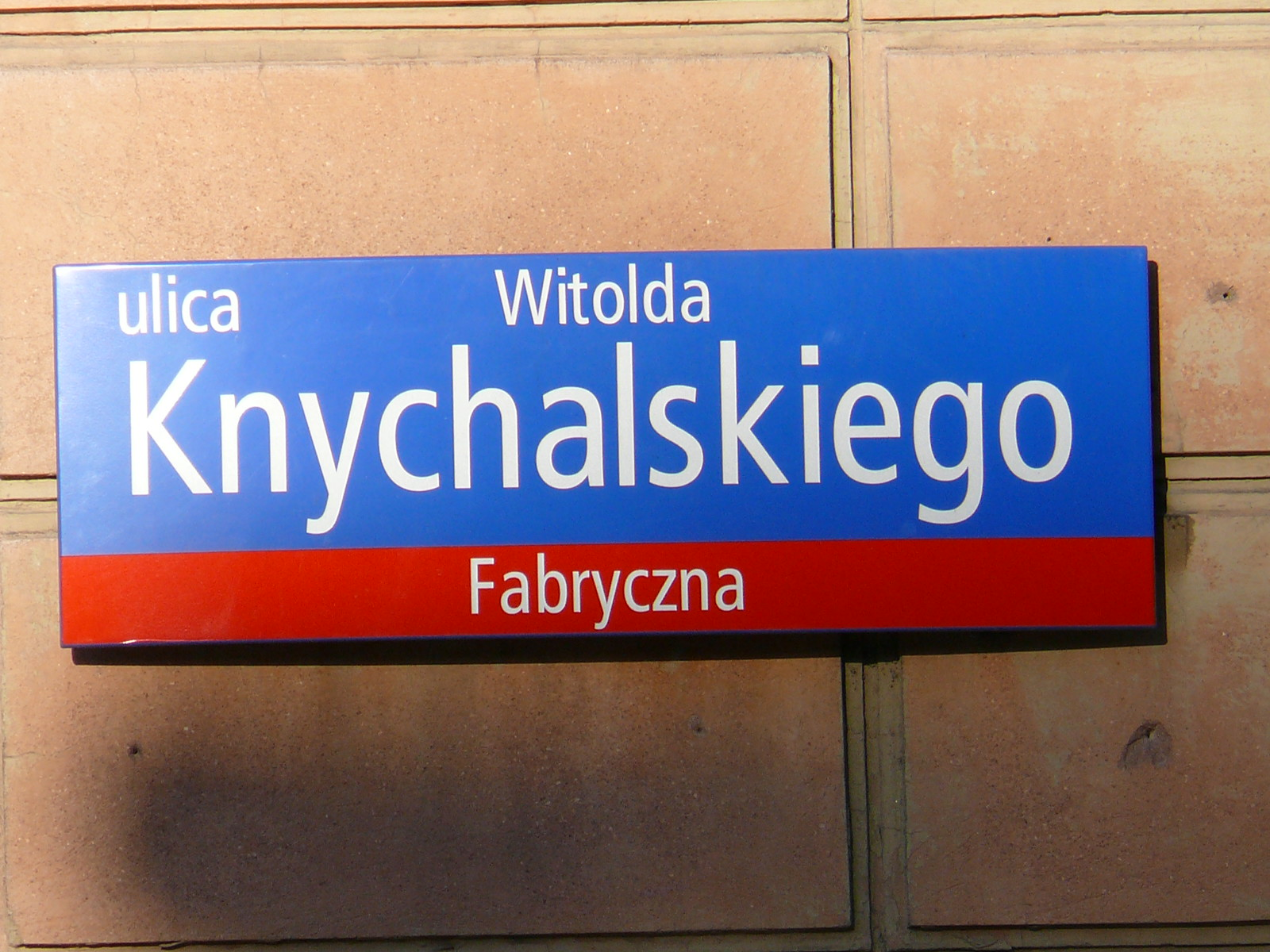
Tabliczka Systemu Informacji Miejskiej w Łodzi z nazwą osiedla (obszaru SIM)

Od 2005 roku rozwijany jest w Łodzi System Informacji Miejskiej, którego jednym z elementów jest jednolite oznakowanie ulic, na potrzeby którego podzielono miasto na 56 osiedli – obszarów SIM. Podział ten nie ma charakteru urzędowego. Część obszarów jest tożsama z osiedlami administracyjnymi, inne osiedla zostały podzielone, a inne występują pod inną nazwą.

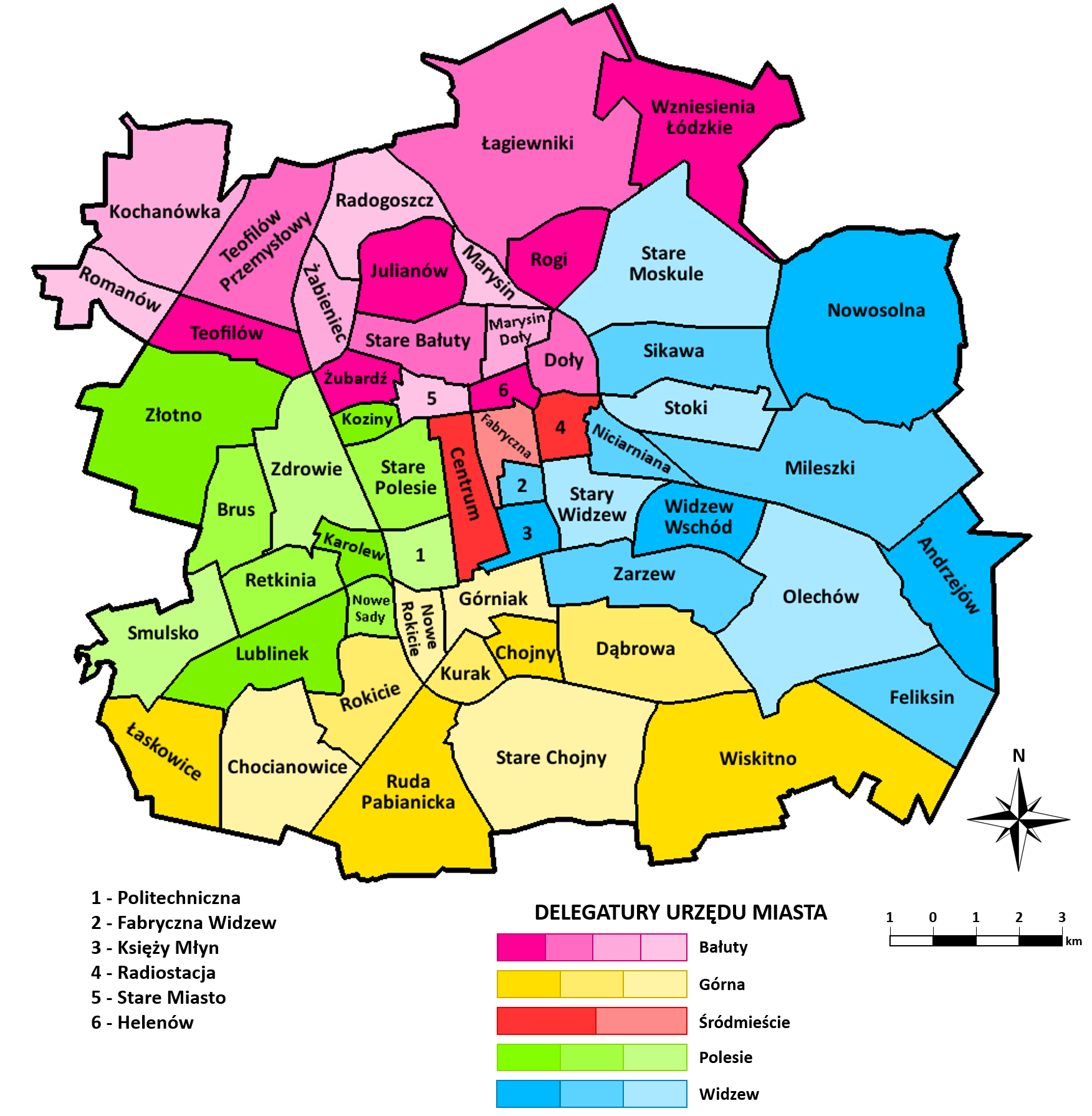
Podział miasta na obszary SIM

### Lista obszarów SIM

#### Śródmieście
- Centrum
- Fabryczna
- Radiostacja

#### Widzew
- Fabryczna Widzew
- Księży Młyn
- Niciarniana
- Stary Widzew
- Zarzew
- Widzew Wschód
- Mileszki
- Stoki
- Sikawa
- Stare Moskule
- Nowosolna
- Andrzejów
- Olechów
- Feliksin

#### Górna
- Górniak
- Dąbrowa
- Chojny
- Kurak
- Nowe Rokicie
- Rokicie
- Chocianowice
- Łaskowice
- Stare Chojny
- Wiskitno
- Ruda Pabianicka

#### Polesie
- Lublinek
- Nowe Sady
- Politechniczna
- Karolew
- Retkinia
- Smulsko
- Brus
- Zdrowie
- Stare Polesie
- Koziny
- Złotno

#### Bałuty
- Stare Miasto
- Stare Bałuty
- Żubardź
- Żabieniec
- Teofilów Przemysłowy
- Teofilów
- Romanów
- Kochanówka
- Radogoszcz
- Julianów
- Łagiewniki
- Wzniesienia Łódzkie
- Rogi
- Marysin
- Marysin Doły
- Helenów
- Doły

## Osiedla nieformalne

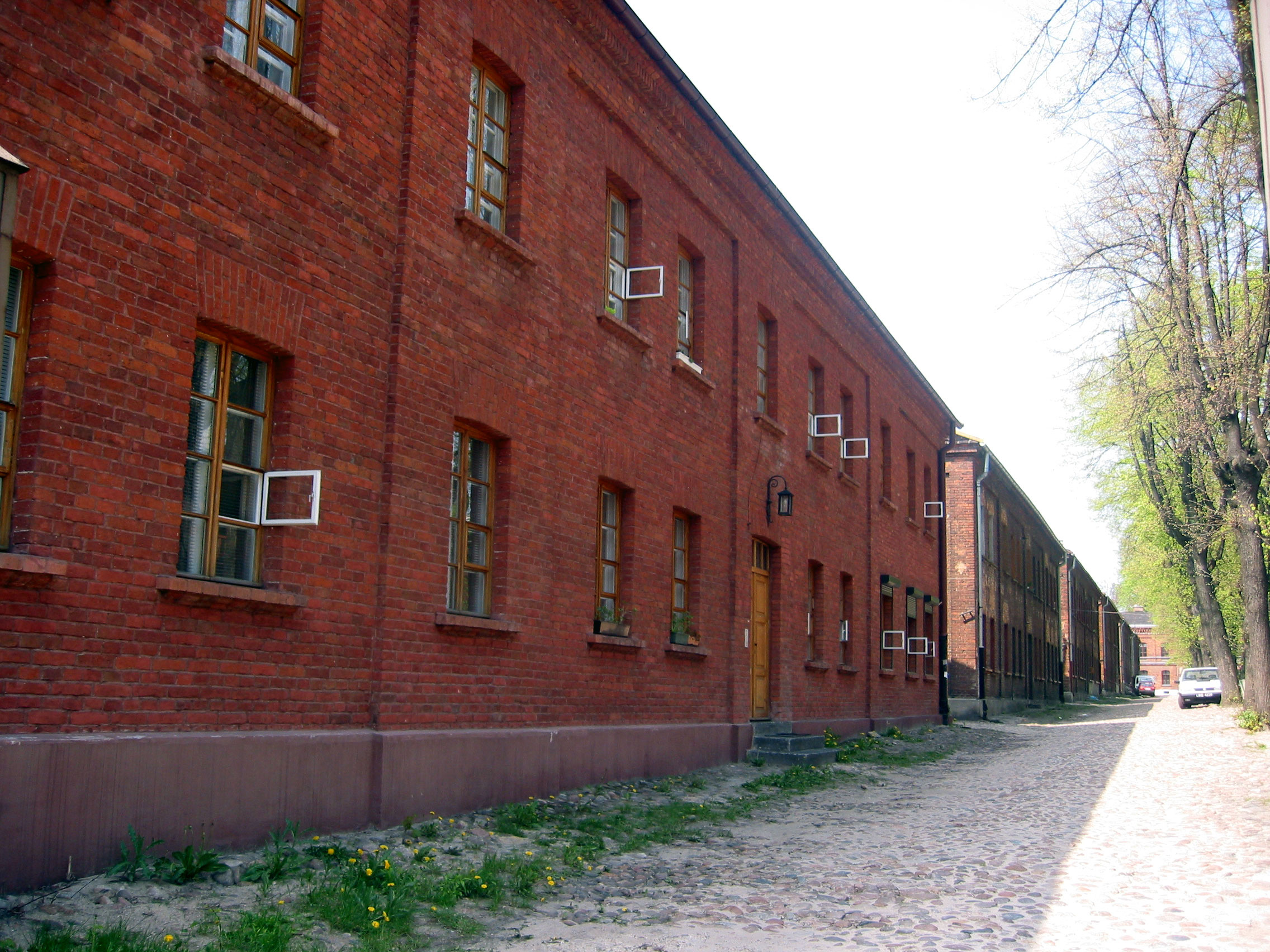
Pofabryczna zabudowa osiedla Księży Młyn

Powszechnie mianem osiedli określa się części miasta, które nie są formalnie wyodrębnione, a podział na takie jednostki nie jest w żaden sposób zatwierdzony przez władze, ale ma znaczenie praktyczne, gdyż funkcjonuje w świadomości społecznej.

Zazwyczaj osiedla wyodrębnia się często na podstawie rodzaju zabudowy, np. blokowiska stanowiące wielkie zespoły mieszkaniowe (np. Radogoszcz, Retkinia), czy osiedla domków jednorodzinnych (np. Smulsko). Nazwę osiedle stosuje się także do części większych osiedli, które stanowią wielkie zespoły mieszkaniowe. Kiedy blokowiska są duże, bloki należą często do odrębnych spółdzielni mieszkaniowych (np. Zagrodniki na osiedlu Retkinia).

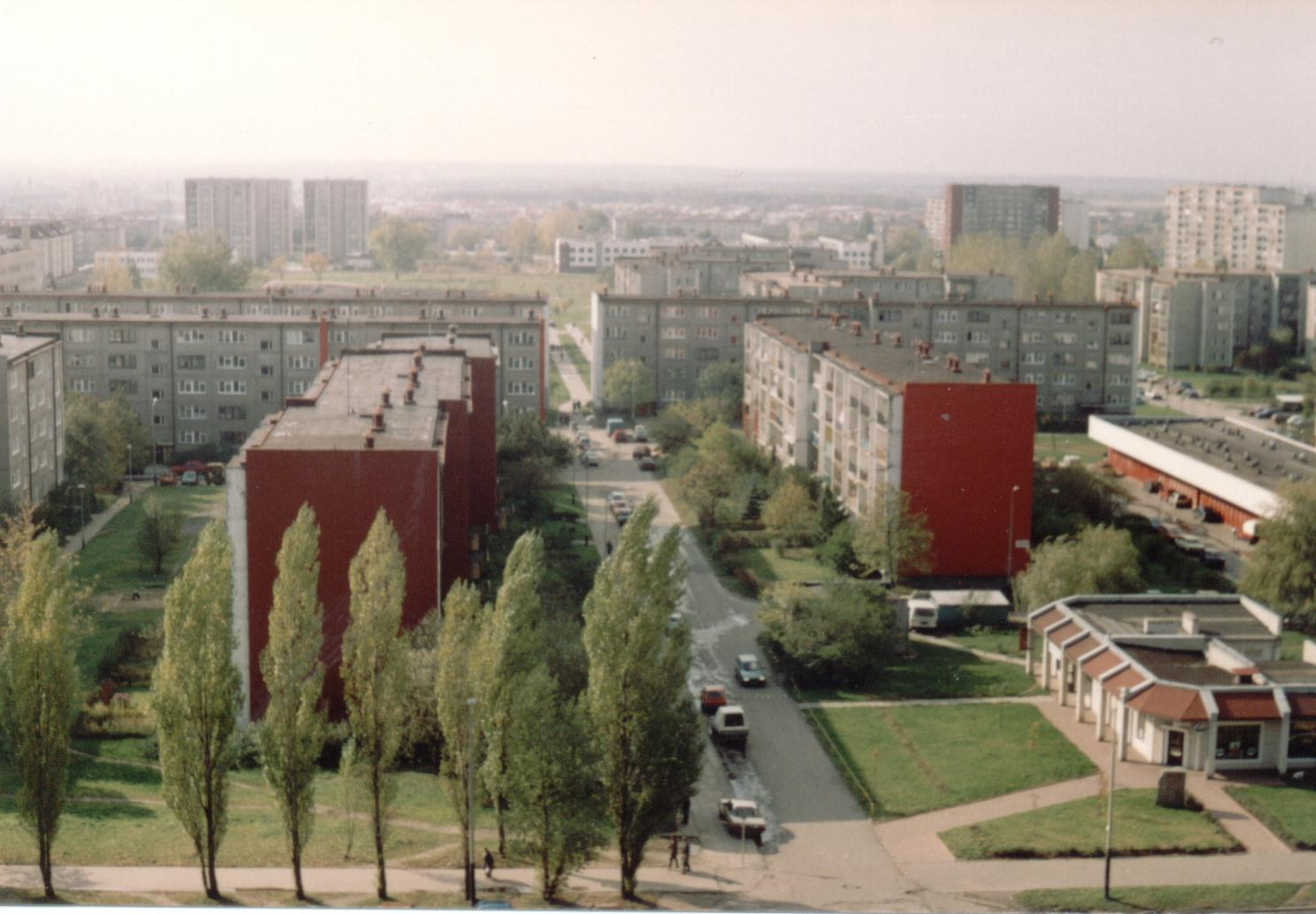
Blokowisko na osiedlu Retkinia

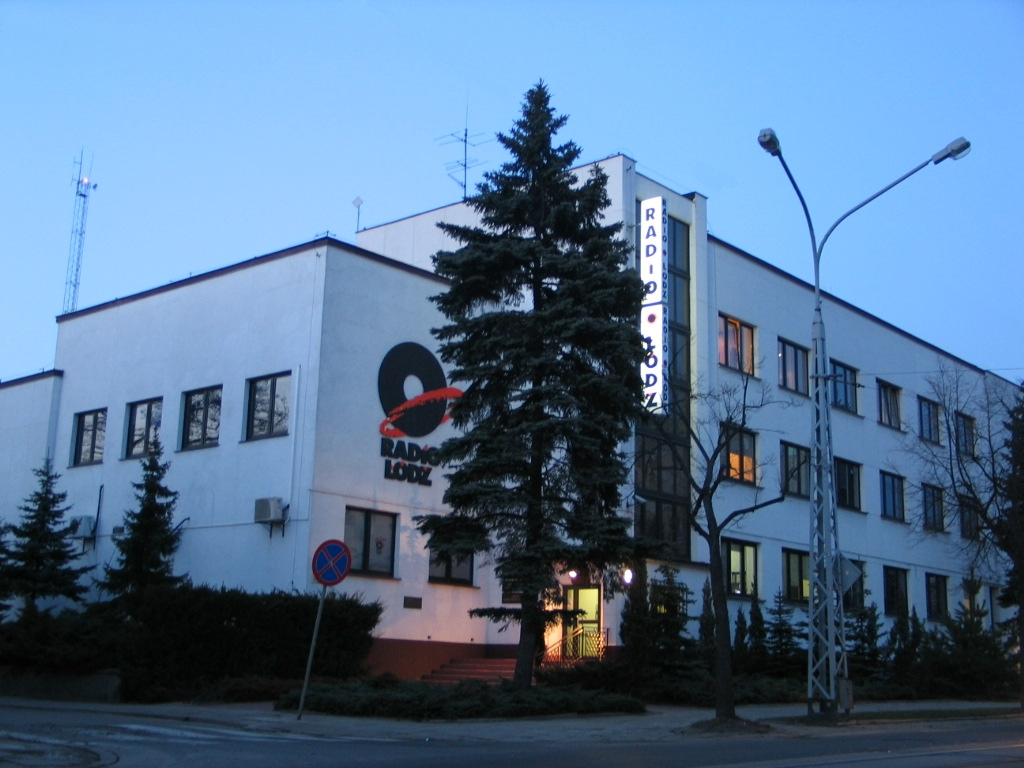
Siedziba Radia Łódź, od którego pochodzi nazwa osiedla Radiostacja

Często również osiedlami nazywa się części miasta, które administracyjnie do niego należą, ale są oddzielone od głównych obszarów miejskich terenami niezabudowanymi. Osiedla te zazwyczaj stanowią dawne wsie, które zostały włączone do Łodzi po II wojnie światowej, ale nadal zachowały w dużej mierze swój wiejski charakter (np. Chocianowice, Łaskowice, Mileszki, Feliksin).
Niekiedy powodem wyodrębnienia osiedla jest historyczna odrębność danego obszaru. Tego typu osiedlem jest np. Ruda Pabianicka, która przed II wojną światową stanowiła osobne miasto.

### Lista osiedli nieformalnych w Łodzi
Wytłuszczone zostały formalne osiedla administracyjne.
- BAŁUTY
  - Bałuty-Centrum
    - Berlinek
    - Osiedle im. Władysława Jagiełły
    - Pojezierska
    - Stare Bałuty
    - Stare Miasto
    - Żubardź

  - Bałuty-Doły
    - Doły
    - Helenów
    - Marysin Doły

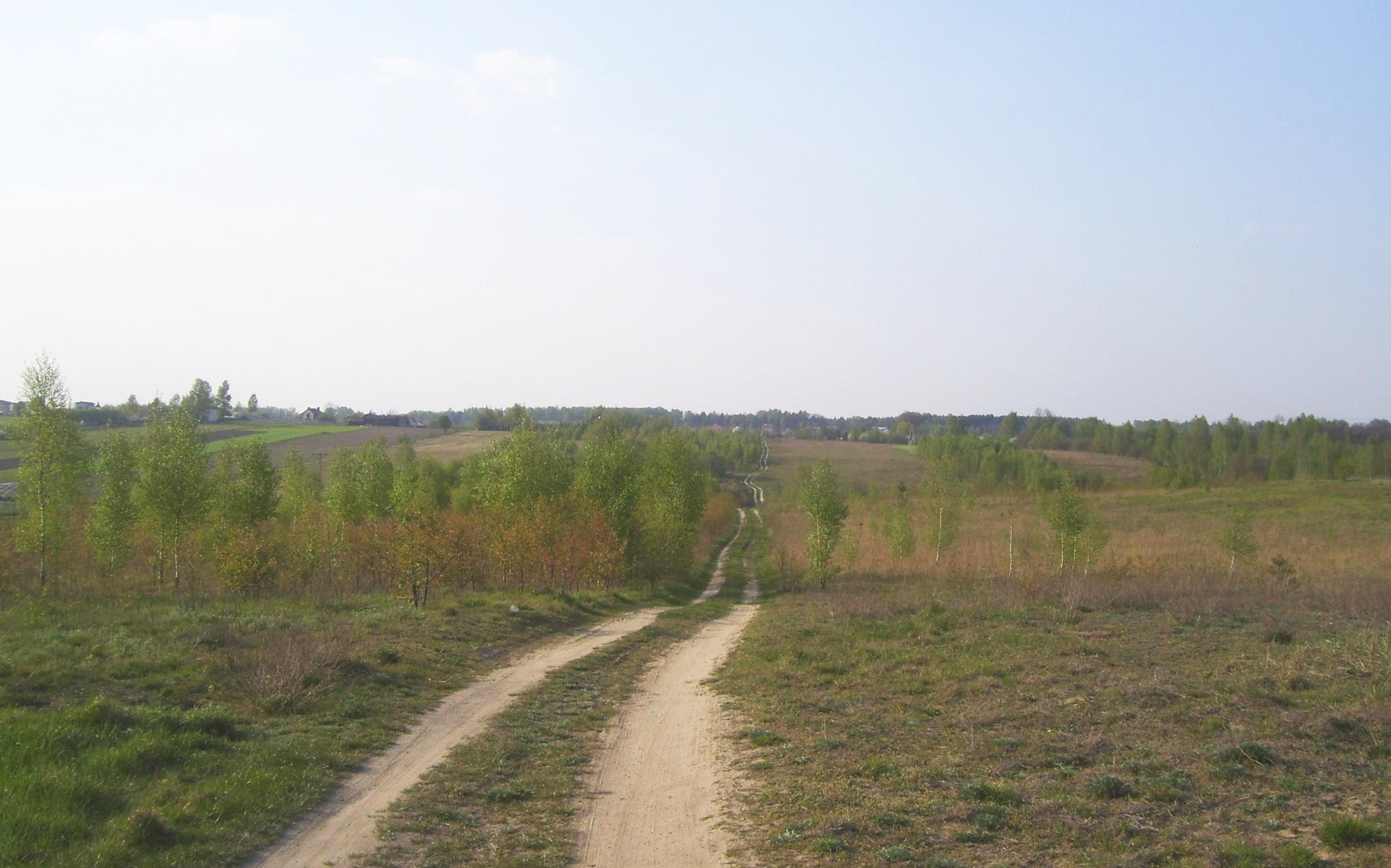
Wiejski krajobraz osiedla Sikawa

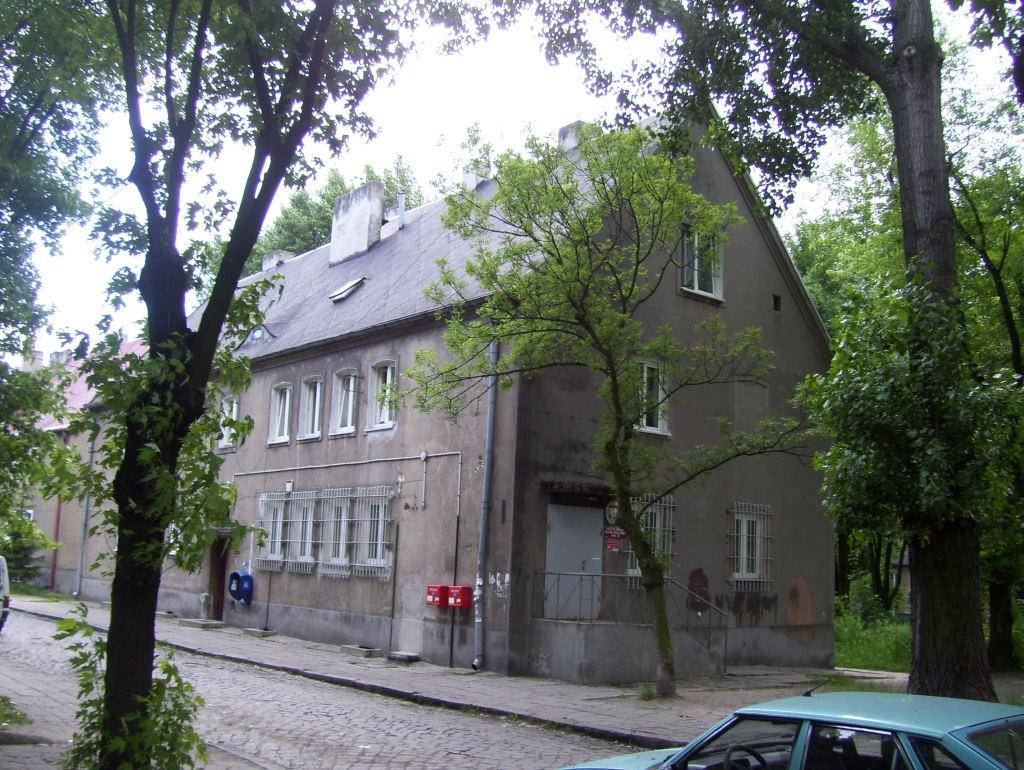
Kamienica na osiedlu Stoki

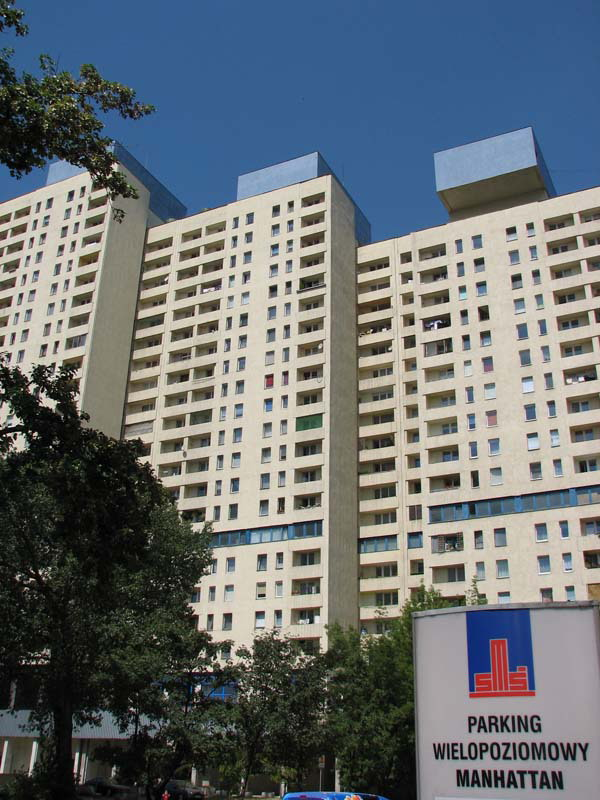
Wysokościowce w Śródmiejskiej Dzielnicy Mieszkaniowej

    - Osiedle im. Stefana Czarnieckiego
    - Osiedle im. Władysławy Bytomskiej

  - Bałuty Zachodnie
    - Huta Aniołów
    - Kały
    - Kochanówka
    - Marianów
    - Mikołajew
    - Piskowiec
    - Romanów
    - Teofilów Przemysłowy
    - Zielony Romanów
    - Zimna Woda
    - Żabieniec

  - Julianów-Marysin-Rogi
    - Julianów
    - Marysin
    - Rogi

  - Łagiewniki
    - Arturówek

  - Radogoszcz
    - Radogoszcz-Zachód
    - Radogoszcz-Wschód
    - Helenówek

  - Teofilów-Wielkopolska
    - Grabieniec
    - Teofilów
      - Osiedle im. Władysława Reymonta
      - Osiedle im. Marii Konopnickiej
      - Osiedle im. Stefana Żeromskiego

    - Osiedle im. Mikołaja Reja
    - Wielkopolska

  - Wzniesień Łódzkich
    - Imielnik Nowy
    - Łodzianka
    - Modrzew
    - Nowe Moskule
    - Wilanów
- GÓRNA
  - Chojny
    - Stare Chojny
      - Chojny Zatorze
      - Józefów
      - Nowe Górki
      - Stare Górki
      - Kurczaki (Komorniki)

  - Chojny-Dąbrowa
    - Chojny
    - Dąbrowa
      - Osiedle im. Jarosława Dąbrowskiego
      - Osiedle 1000-lecia Państwa Polskiego

    - Kowalszczyzna
    - Młynek

  - Nad Nerem
    - Chocianowice
    - Łaskowice
    - Charzew

  - Piastów-Kurak
    - Kurak
    - Osiedle 1-go Maja

  - Rokicie
    - Nowe Rokicie
    - Stare Rokicie
    - Chachuły

  - Wiskitno
    - Wiskitno I
    - Wiskitno II
    - Bronisin
    - Jędrzejów
    - Jędrzejów Przemysłowy
    - Huta Szklana
- POLESIE
  - Karolew-Retkinia-Wschód
    - Karolew
    - Piaski
    - Zagrodniki
    - Hufcowa
    - Sympatyczna

  - Lublinek-Pienista
    - Lublinek
    - Pienista
    - Nowy Józefów
    - Nowe Sady

  - Retkinia-Zachód-Smulsko
    - Smulsko
    - Balonowa
    - Retkinia-Północ

  - Stare Polesie
    - Politechniczna
    - Osiedle im. Mikołaja Kopernika

  - Zdrowie-Mania
    - Zdrowie
    - Mania

  - Złotno
    - Huta Jagodnica
    - Jagodnica
    - Nowe Złotno
    - Stare Złotno
    - Leonów
    - Brus
- ŚRÓDMIEŚCIE
  - Katedralna
    - ŚDM "Manhattan"
    - Centrum

  - Śródmieście-Wschód
    - Fabryczna
    - Nowe Centrum Łodzi
    - Radiostacja
    - Lumumbowo
- WIDZEW
  - Andrzejów
    - Andrzejów
    - Sąsieczno
    - Przylesie
    - Bolesławów
    - Feliksin

  - Dolina Łódki
    - Stare Moskule
    - Łukaszew
    - Zjazdowa
    - Różki

  - Mileszki
    - Mileszki
    - Henryków
    - Popielarnia
    - Wiączyń Górny

  - Nowosolna
    - Wiączyń Dolny

  - Olechów-Janów
    - Olechów
      - Osiedle Słowiańskie

    - Janów
      - Osiedle Sienkiewiczowskie

    - Augustów

  - Osiedle Nr 33
    - Nery
    - Ustronie

  - Stoki-Sikawa-Podgórze
    - Stoki
      - Osiedle na Dołku

    - Niciarniana
    - Podgórze (Grembach)
    - Sikawa

  - Stary Widzew
    - Fabryczna Widzew
    - Stary Widzew
    - Księży Młyn

  - Widzew-Wschód
    - Osiedle Bolesława Chrobrego
    - Osiedle Mieszka Pierwszego
    - Osiedle Stefana Batorego